# Adolf Schöll
Gustav Adolf Schöll, född den 2 september 1805 i Brünn, död den 26 maj 1882 i Jena, var en tysk litteraturhistoriker och estetiker, far till Rudolf och Fritz Schöll.
Schöll blev 1835 lektor vid konstakademien i Berlin, 1842 professor i arkeologi i Halle, 1843 direktor för konstanstalterna i Weimar och 1860 överbibliotekarie där. Han utgav åtskilliga innehållsrika litteraturhistoriska uppsatser, till större delen samlade i Goethe in Hauptzügen seines Lebens und Wirkens (1882) och Aufsätze zur klassischen Litteratur alter und neuerer Zeit (1884), bland vilka särskilt märks avhandlingar om Sofokles och om grekernas dramatiska diktning. Han offentliggjorde dessutom förträffliga bidrag till Goethe-litteraturen: "Briefe und Aufsätze von Goethe aus den Jahren 1766–1786" (1846), "Göthes Briefe an Frau von Stein" (1848–1851) och "Karl-August-Büchlein" (1857). Vidare utgav han Weimars Denkwürdigkeiten einst und jetzt (1847), översättningar av Sofokles sorgespel, Herodotos historia med mera.